# اراده (فیلم ۲۰۱۷)
اراده (به هندی: Irada) یا قصد فیلمی محصول سال ۲۰۱۷ و به کارگردانی آپارنا سینگ است. در این فیلم بازیگرانی همچون نصیرالدین شاه، آرشاد وارسی، دیویا دوتا، شاراد کلکار و ساگاریکا غاتگ ایفای نقش کرده‌اند.